# Le Samyn 2023
La Le Samyn 2023, cinquantacinquesima edizione della corsa, valevole come sedicesima prova dell'UCI Europe Tour 2022 categoria 1.1, si svolse il 28 febbraio 2023 per un percorso di 209 km, con partenza da Quaregnon ed arrivo a Dour, in Belgio. La vittoria fu appannaggio del belga Milan Menten, il quale completò il percorso in 4h49'18" alla media di 43,350 km/h, precedendo il francese Hugo Hofstetter e il connazionale Edward Theuns.
Al traguardo di Dour 72 ciclisti, su 165 partiti da Quaregnon, portarono a termine la competizione.

## Squadre e corridori partecipanti[1]
| N.      | Cod. | Squadra                  |
| ------- | ---- | ------------------------ |
| 1-7     | SOQ  | Soudal Quick-Step        |
| 11-17   | ADC  | Alpecin-Deceuninck       |
| 21-27   | ICW  | Intermarché-Circus-Wanty |
| 31-37   | ACT  | AG2R Citroën Team        |
| 41-47   | ARK  | Team Arkéa-Samsic        |
| 51-57   | DSM  | Team DSM                 |
| 62-67   | TFS  | Trek-Segafredo           |
| 71-77   | BWB  | Bingoal WB               |
| 81-87   | TFB  | Team Flanders-Baloise    |
| 91-97   | LTD  | Lotto Dstny              |
| 101-107 | HPM  | Human Powered Health     |

| N.      | Cod. | Squadra                          |
| ------- | ---- | -------------------------------- |
| 111-117 | IPT  | Israel-Premier Tech              |
| 121-127 | Q36  | Q36.5 Pro Cycling Team           |
| 131-137 | UXT  | Uno-X Pro Cycling Team           |
| 141-147 | GDM  | Materiel-Velo.com                |
| 151-157 | TIS  | Tarteletto-Isorex                |
| 161-167 | GRL  | Go Sport-Roubaix-Lille Métropole |
| 171-177 | LTP  | Leopard Togt Pro Cycling         |
| 181-187 | TEC  | Team Ecoflo Chronos              |
| 191-197 | WIV  | AT85 Pro Cycling                 |
| 201-207 | XSU  | XSpeed United Continental        |

## Ordine d'arrivo (Top 10)
| Pos. | Corridore            | Squadra     | Tempo    |
| ---- | -------------------- | ----------- | -------- |
| 1    | Milan Menten         | Lotto       | 4h49'18" |
| 2    | Hugo Hofstetter      | Arkéa       | s.t.     |
| 3    | Edward Theuns        | Trek        | s.t.     |
| 4    | Alberto Dainese      | DSM         | s.t.     |
| 5    | Luca Mozzato         | Arkéa       | s.t.     |
| 6    | Søren Kragh Andersen | Alpecin     | s.t.     |
| 7    | Pierre Gautherat     | AG2R        | s.t.     |
| 8    | Mike Teunissen       | Intermarché | s.t.     |
| 9    | Vito Braet           | Flanders    | s.t.     |
| 10   | Andreas Stokbro      | Leopard     | s.t.     |